# Distrito de Balassagyarmat
El distrito de Balassagyarmat (húngaro: Balassagyarmati járás) es un distrito húngaro perteneciente al condado de Nógrád.
En 2013 su población era de 39 829 habitantes. Su capital es Balassagyarmat.

## Municipios
El distrito tiene una ciudad (en negrita) y 28 pueblos (población a 1 de enero de 2013):
- Balassagyarmat (16 055) – la capital
- Becske (549)
- Bercel (2088)
- Cserháthaláp (359)
- Cserhátsurány (837)
- Csesztve (327)
- Csitár (404)
- Debercsény (73)
- Dejtár (1377)
- Drégelypalánk (1491)
- Érsekvadkert (3574)
- Galgaguta (645)
- Herencsény (593)
- Hont (475)
- Hugyag (856)
- Iliny (157)
- Ipolyszög (649)
- Ipolyvece (773)
- Magyarnándor (1122)
- Mohora (942)
- Nógrádkövesd (692)
- Nógrádmarcal (556)
- Őrhalom (983)
- Patak (912)
- Patvarc (708)
- Szanda (662)
- Szécsénke (199)
- Szügy (1391)
- Terény (380)